# Zambezi
Pour les articles homonymes, voir Caprivi.
Le Zambezi, appelée Caprivi jusqu'au 9 août 2013, est l'une des quatorze régions administratives de la Namibie. Son nom provient du fleuve Zambèze qui forme la frontière avec la Zambie.  
Elle est située dans l'extrême Nord-Est du pays. Elle est constituée de l'Est de la bande de Caprivi et de l'ancien bantoustan du Caprivi oriental (ou Lozi). Longue de 480 kilomètres, la région est bordée par le Botswana au Sud, l'Angola et la Zambie au Nord et le Zimbabwe à l'Est. Le chef-lieu et plus grande ville est Katima Mulilo.

## Histoire
Le nom originel de la région faisait allusion à la bande homonyme, venant du patronyme du chancelier allemand Leo von Caprivi. Celui-ci négocia en 1890 un échange de territoires avec le Royaume-Uni pour faire en sorte que cette bande de terre soit annexée au Sud-Ouest africain, afin de donner à la colonie allemande un accès au Zambèze dans le cadre du traité Heligoland-Zanzibar. 
En 1964, le rapport de la commission Odendaal préconisa la création de bantoustans en Namibie dans le cadre de la politique d'apartheid menée par le gouvernement sud-africain. Ce qui est aujourd'hui la région du Zambezi est alors partagée entre les bantoustans de Kavangoland et de Caprivi oriental en 1972 et le Caprivi oriental gagne l'autonomie en 1976. Le bantoustan sert alors de cadre à des incursions de la SWAPO venant d'Angola voisin. En mai 1989, les bantoustans sont réintégrés à la Namibie et les régions actuelles sont créées au moment de l'indépendance du pays en mars 1990.
Des tensions ethniques entre les Lozis et les Ovambos, groupe ethnique majoritaire dans le nord de la Namibie, conduisent alors à des conflits et à la formation en 1994 du Front de libération de Caprivi qui lutte pour l’autonomie des Lozis.

## Géographie

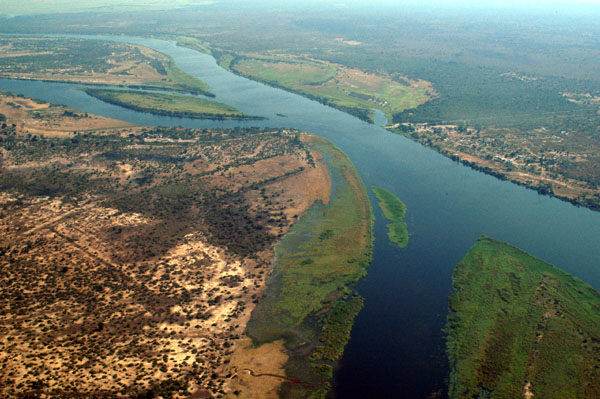
Le Zambèze à la jonction de la Namibie, de la Zambie, du Zimbabwe et du Botswana.

La région du Zambezi jouit d'un climat typiquement tropical, avec des températures élevées et des précipitations importantes pendant la saison des pluies qui s'étend de décembre à mars, ce qui en fait la région la plus humide de la Namibie. Le territoire est constitué principalement de marécages, de plaines inondables, de terres humides et de zones boisées. 
On y compte 450 espèces d’animaux, dont des éléphants, ce qui fait de la région une destination populaire pour la chasse au gros gibier. La faune sauvage est protégée par plusieurs réserves naturelles, telles celles de Bwabwata, Mudumu, Lizauli, West Caprivi Game Park, Mahango Game Reserve et le parc national de Mamili. Les animaux y circulent librement à travers les frontières (non matérialisée sur le terrain) avec le Botswana, dans le parc national de Chobe. La région de Caprivi est aussi une région exceptionnelle pour l’observation ornithologique, avec près de 70 % des espèces d’oiseaux recensées en Namibie. 
La région est irriguée principalement par deux cours d'eau permanents : le Zambèze, formant la frontière avec la Zambie, et l'un de ses affluents : le Kwando, appelé Linyanti puis Chobe lorsqu'il forme la frontière avec le Botswana. Le point le plus oriental de la région (et de la Namibie) est la confluence du Kwando et du Zambèze.
La région est répartie en huit circonscriptions : Kongola, Linyanti, Judea Lyabboloma, Sibbinda, Katima Mulilo Urban, Katima Mulilo Rural, Kabbe North et Kabbe South.

## Population

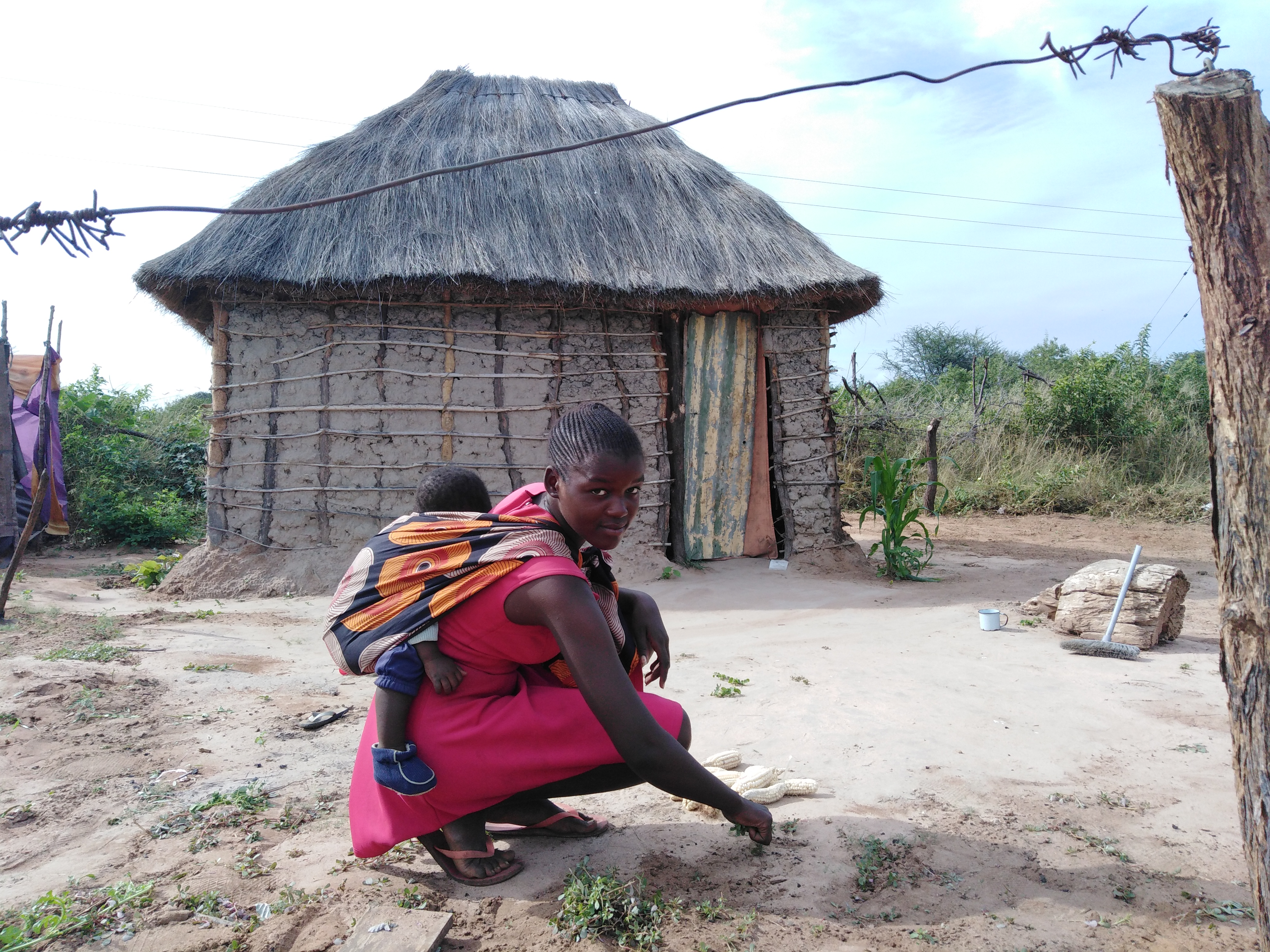
Jeune mère désherbant devant sa case, dans le village de Samba.

Katima Mulilo est le chef-lieu et la plus grande ville de la région du Zambezi. Les autres villes importantes sont Choi, Chinchimane, Bukalo, Sibinda et Impaliola.
Au recensement de 2001, 78 852 personnes vivent dans la région, soit 4,3 % de la population totale de la Namibie. En 1991, la population était de 90 422 personnes. Environ 17 000 appartiennent à l'ethnie des Lozis, groupe ethnique présent aussi dans l'Ouest de la Zambie (556 000 personnes), dans le Nord-Ouest du Zimbabwe (70 000 personnes) et dans le Nord du Botswana (14 000 personnes).
La région est une des plus touchés par le sida au monde, 35 % de la population est infecté par le VIH, qui progresse via la prostitution. Les moyens de contraception ou la génothérapie ne sont pas appliqués.

## Référence
- (en) Cet article est partiellement ou en totalité issu de l’article de Wikipédia en anglais intitulé « Zambezi Region » (voir la liste des auteurs).